# 감실

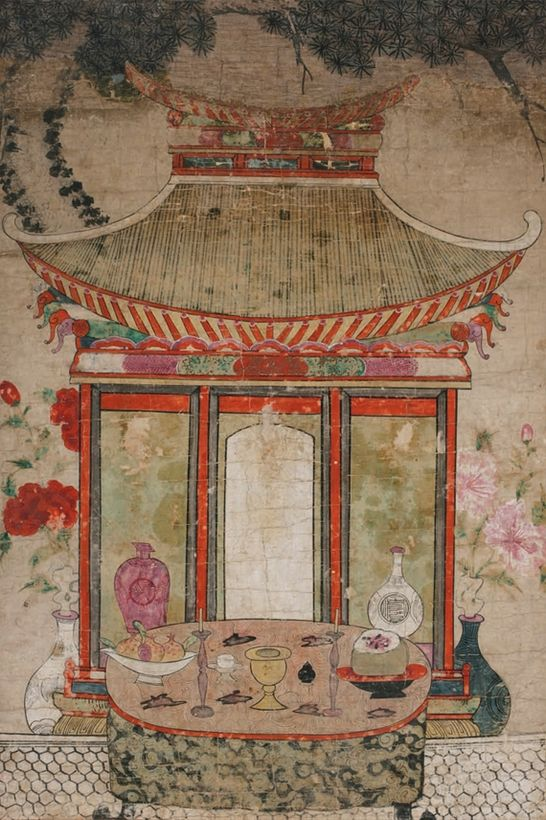
감실의 그림

감실(龕室)는 신(神)를 안치하기 위해 제공 소형 가전 제단이다.

## 갤러리

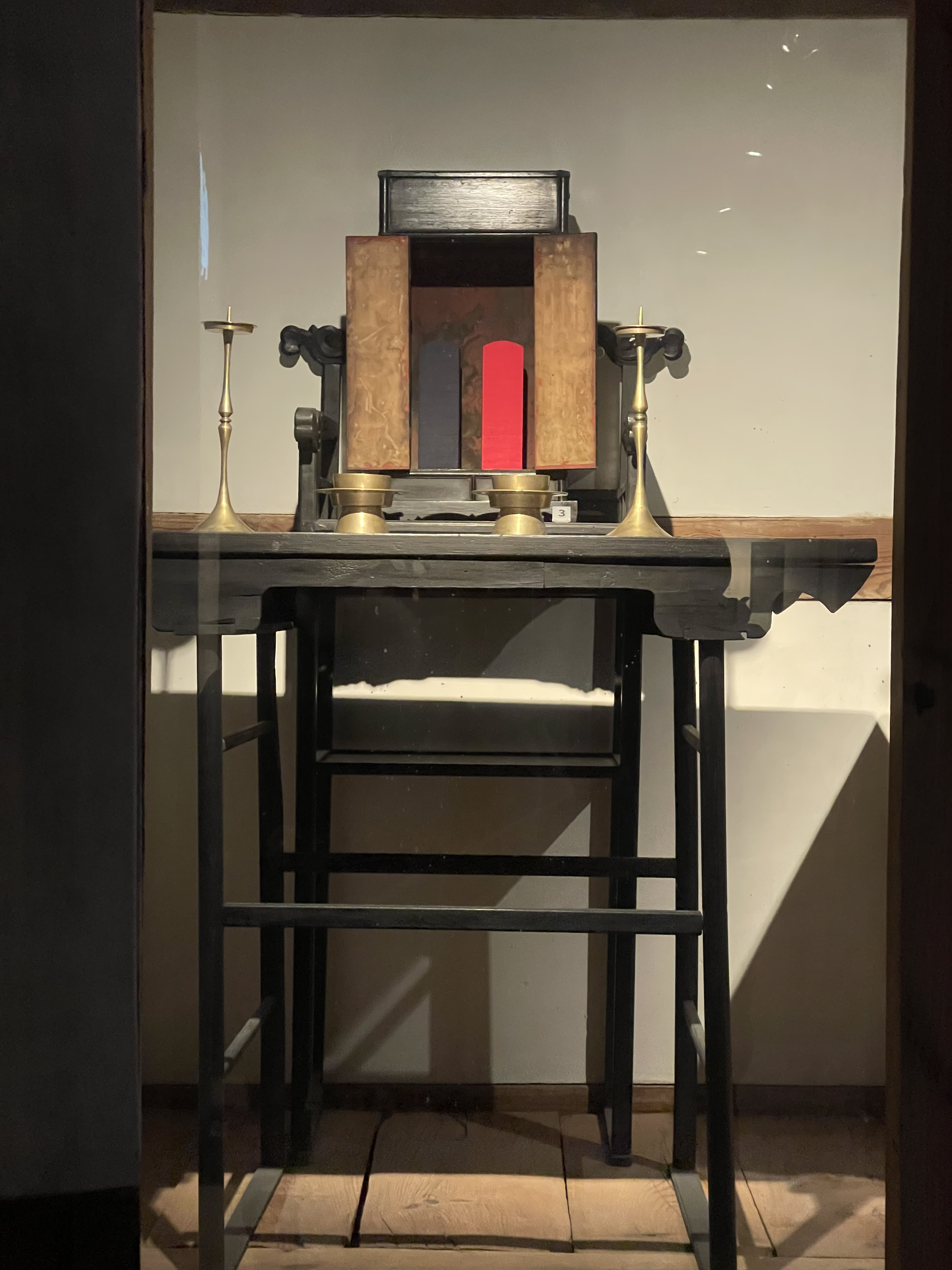
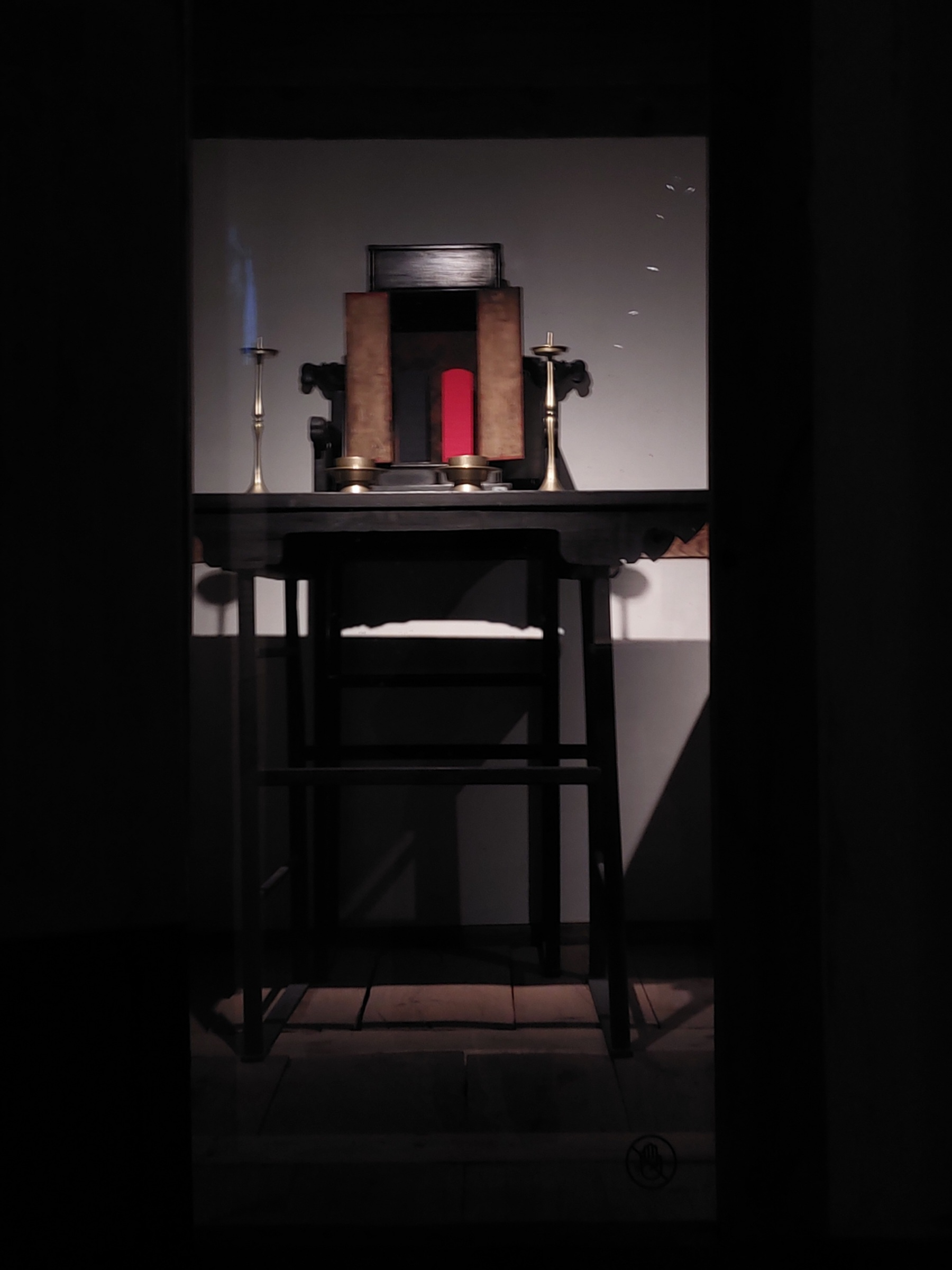
국립민속박물관 상설전시실 3에 전시된 감실이다.

## 같이 보기
- 감실 (기독교)
- 가미다나： 신토의 감실